# Kamtandhajartade hajar
Kamtandhajartade hajar (Hexanchiformes) är en ordning som består av de mest primitiva typerna av hajar och innefattar enbart sex kvarlevande arter. 

## Klassificering

### Nulevande arter
- Familj Chlamydoselachidae Garman 1884 (Kråshajar)
  - Chlamydoselachus Garman, 1884
    - Chlamydoselachus africana Ebert & Compagno, 2009 (Afrikansk kråshaj)[1]
    - Chlamydoselachus anguineus Garman, 1884 (Kråshaj)
- Family Hexanchidae J. E. Gray 1851 (Kamtandhajar)[1]
  - Heptranchias Rafinesque, 1810
    - Heptranchias perlo (Bonnaterre, 1788) (Sjubågig kamtandhaj)

  - Hexanchus Rafinesque, 1810
    - Hexanchus griseus  (Bonnaterre, 1788) (Sexbågig kamtandhaj)
    - Hexanchus nakamurai Teng, 1962 (Storögd sexgälshaj)[1]

  - Notorynchus Ayres, 1855
    - Notorynchus cepedianus  (Péron, 1807) (Kohaj)[1]